# SNCAC Martinet
SNCAC Martinet — разработанный немецкой фирмой Siebel двухмоторный самолёт, выпускавшийся после Второй мировой войны во Франции компанией SNCAC (после 1949 года SNCAN) в транспортном и учебном вариантах. Со 2-й половины 1940-х годов применялся в ВВС и ВМС Франции, а также использовался гражданскими компаниями различных стран.

## История
Во время оккупации, заводу компании SNCAC в Бурже (до национализации принадлежавшему Aéroplanes Hanriot) было поручено организовать выпуск 455 лёгких транспортных самолётов Siebel Si 204 для Люфтваффе. С 1942 года на момент освобождения Франции их было произведено 168 экземпляров. Было решено продолжить выпуск этого самолёта под обозначением NC.700, которое применялось как к единственному построенному прототипу (с двигателями Renault 12S), так и к оставшемуся на заводе некоторому количеству транспортников Siebel, доставшемуся французским ВВС.
В дальнейшем самолёт выпускался в двух модификациях: NC.701 Martinet с остеклением кабины как у Si 204D, и NC.702 Martinet с обычной кабиной по типу Si 204A.

## Применение
Во французских ВВС отдельные самолёты служили до 1963 года. Незначительное их количество использовалось гражданскими авиакомпаниями, включая Air France, но вскоре они были заменены более вместительными самолётами, например, Douglas DC-3. Также NC.701/702 применялись французской Почтой, но эта практика была прекращена после катастрофы почтового F-BBFA, случившейся 22 июля 1946 года. «Мартинеты» Национального географического института Франции использовались для аэрофотосъёмок; Польша и Швеция также приобрели несколько самолётов для картографических работ.

## Модификации
NC.700
Si-204 с моторами Renault 12S-00, французской версией немецких As411, 1 прототип и 21 самолёт, собранный из заделов деталей Si 204.
NC.701
Учебная модификация со спаренным управлением и остеклением кабины, аналогичным Si-204D. Несколько типов для обучения различным авиаспециальностям. Построено 240.
NC.702
8-местный транспортный самолёт с кабиной по типу Si-204A. 110 экземпляров.

## Операторы
Франция
- ВВС Франции
  - учебно-связная авиагруппа 2/60 «GAEL» (1947—1948).
  - EROM 80
- Авиация ВМС Франции
- Air France

 Марокко
 Польша
- LOT: 6 NC.701 использовались в 1947—1948 годах для аэрофотосъёмок.[1]
- ВВС Польши, получив в 1948 году эти же 6 самолётов от авиакомпании LOT, использовали их аналогичным образом[1] до 1950-х годов.

 Швеция
- компания Rikets Allmanne Kartverk применяла эти самолёты для картографических работ.

## Сохранившиеся самолёты
- NC.702 282 организации Conservatoire de l’Air et de l’Espace d’Aquitaine (CAEA), Франция;
- NC.702 331 Немецкий технический музей в Берлине, Германия;
- NC.701 SE-KAL Авиакосмический музей, Арланда, Стокгольм, Швеция.

## Тактико-технические характеристики

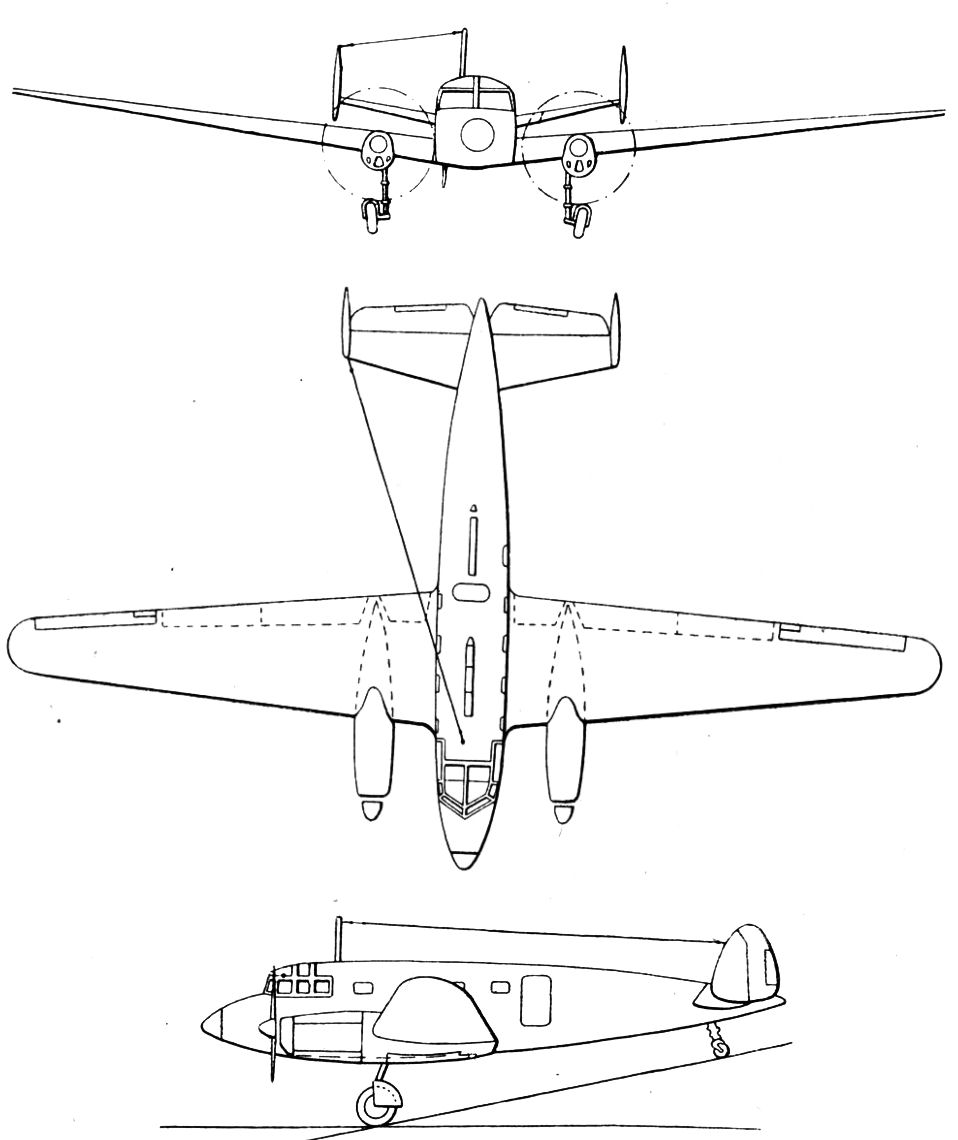
Чертёж NC 702 из журнала L’Aerophile за октябрь 1946 года

Приведённые ниже характеристики соответствуют модификации NC.701:
Источник данных: "Уголок неба"

Технические характеристики
- Экипаж: 2 человека
- Пассажировместимость: 8 человек
- Длина: 12,81 м
- Размах крыла: 21,828 м
- Высота: 4,4 м
- Площадь крыла: 46,0 м²
- Масса пустого: 3 965 кг
- Максимальная взлётная масса: 5 735 кг
- Силовая установка: 2 × воздушных Renault 12S-00
- Мощность двигателей: 2 × 590 л.с.
- Воздушный винт: Ratier
- Диаметр винта: 2,65 м.

Лётные характеристики
- Максимальная скорость: 350 км/ч (на 3000 м)
- Крейсерская скорость: 325 км/ч
- Практическая дальность: 810 км
- Практический потолок: 7 500 м

## Аварии и катастрофы
- 22 июля 1946 года почтовый F-BBFA Air France разбился при заходе на посадку близ Понтарме, погибло 2 человека[3]
- 25 октября 1947 года NC.701 n°69 F-BAOQ Национального Географического института Monument разбился при выполнении задания в районе Сент-Этьен, погибли все 6 членов экипажа[4].

## Самолёт в массовой культуре

### Кинематограф
- Нормандия — Неман (фильм) (1960)[5]
- Тройной крест (1966)
- Обещание на рассвете, фильм Жюля Дассена по роману Ромена Гари (1970)

### Стендовый моделизм
- Kovozavody Prostejov: NC.701 KOV72054, 1:72;
- R.V. Aircraft: NC.701 RVA7204, 1:72.